# Грегг Толанд
Грегг Толанд (англ. Gregg Toland, 29 травня 1904, Чарльстон, Іллінойс — 28 вересня 1948, Лос-Анджелес, Каліфорнія) — американський кінооператор, відомий своїми досягненнями в роботі зі світлом, глибинної мізансценою. Прагнув домогтися об'ємності зображення при зйомці на великій глибині різкості. Найбільш відомий по роботі над фільмом «Громадянин Кейн» спільно з режисером Орсоном Веллсом.
У 1930-х роках Толанд був наймолодшим кінооператором в Голлівуді, і при цьому одним з найбільш затребуваних. За семирічний період (1936—1942), він був п'ять разів номінований на «Оскар» за найкращу операторську роботу, а в 1939 році отримав цю премію за роботу над фільмом «Буремний перевал».
Працював з провідними кінорежисерами 1920-х, 1930-х і 1940-х, включаючи Джона Форда, Говарда Хоукса, Еріха фон Штрогейма, Кінга Відора, Орсона Уеллса і Вільяма Уайлера.
Перед самою смертю був зосереджений на створенні об'єктива з нескінченної глибиною різкості, здатного тримати в фокусі одночасно наближені і віддалені об'єкти.

## Біографія
Народився в штаті Іллінойс. Єдиний син Дженні і Френка Толанда. Через кілька років після розлучення батьків в 1910 році, Грегг разом з матір'ю переїхав до Каліфорнії. Завдяки тому, що Дженні була домробітницею у кількох представників кінобізнесу, 15-річному Толанд вдалося отримати роботу посильного у «Вільям Фокс Студіос» за 12 доларів в тиждень. Незабаром він отримував уже $ 18 в тиждень як асистент кінооператора.
З приходом звуку в кіно в 1927 році акустичний шум, створюваний кінокамерами, став великою перешкодою для синхронних зйомок, змушуючи кінооператорів використовувати громіздкі шумопоглинальні бокси. Толанд взяв участь в розробці пристрою, що знижує шум від камери і при цьому дозволяє вільно пересувати кіноапарат.
У 1931 році Толанд вперше виступає як повноправний учасник на картині Едді Кантора «Квітучі дні».
Свій перший «Оскар» він отримує в 1939 році за роботу над фільмом «Буремний перевал» режисера Вільяма Вайлера. Незабаром він знайомиться з Орсоном Уеллсом, який після притягне його до роботи над «Громадянином Кейном». На зйомках «Кейна» Толанд застосував метод зйомки на великій глибині різкості, домагаючись різкого зображення як наближених до камери, так і віддалених від неї об'єктів.
Толанд дуже скоро став найбільш високо оплачуваним кінооператором, заробивши близько $ 200,000 за трирічний період.
Його кар'єра трагічно обірвалося в 1948 році. У віці 44 років Грегг Толанд раптово помер від коронарного тромбозу.
У Толанда залишилися дочка Лотіан від другого шлюбу і два сина, Грегг мл. і Тімоті, від третього шлюбу.